# 内长山要塞区
内长山要塞区，是中国人民解放军北部战区陆军下属的一个海防师级单位。

## 历史概述
该守备区编制最早可追溯至第二十六军第七十八师。其前身为1946年7月由鲁中军区警备第1、4旅合编的鲁中军区警备旅（后山东军区特务团编入该旅），1947年2月编为华东野战军第8纵队第24师，1947年11月师部及71团调归豫皖苏军区组建第5军分区，70团调归22师，72团改为纵队特务团。1949年2月8纵24师归建，以其第71团、第72团一部与69团、纵队特务团组成第二十六军第七十八师。解放战争时期，七十八师参加了莱芜、孟良崮、沙土集、淮海、渡江、上海等重要战役战斗，以善于防御著称。抗美援朝战争期间，第七十八师参加了长津湖战役。
1954年，七十八师与与海军长山列岛水警区组建海军长山要塞区，要塞区历经改革后为现有编制。

## 历史沿革
参考来源：
| 部隊番號                             | 使用時期                |
| ------------------------------------ | ----------------------- |
| 国民革命军第十八集团军鲁中军区警备旅 | 1946年7月-1947年2月     |
| 华东野战军第八纵队第二十四师         | 1947年2月-1949年2月     |
| 中国人民解放军第二十六军第七十八师   | 1949年2月-1954年10月    |
| 海军长山要塞区                       | 1954年10月-1960年5月4日 |
| 长山要塞区                           | 1960年5月4日-1961年3月  |
| 内长山要塞区                         | 1961年3月-1985年10月    |
| 内长山守备师                         | 1985年10月-1993年2月    |
| 内长山要塞区                         | 1993年2月至今           |

## 第二个七十八师的组建
现可认为步兵第七十八师军史基本由内长山要塞区继承，但另有一团中途调出组建第二个七十八师。
1970年2月，济南军区重建陆军第七十八师，归陆军第二十六军建制。师机关、直属分队和炮兵团由二十六军抽组，所辖步兵第二三二团由原乳山守备五十一团改建，步兵第二三三团由六十八军二〇三师六〇八团改建，步兵第二三四团由内长山要塞区组建，首任师长卢亲智，政委杜在农。1985年整编，该师师部改编为中国人民解放军陆军第二十六集团军高炮旅旅部，1998年改为山东陆军预备役高炮师。